# Zarina Sitkazinova
Zarina Sitkazinova (20 de março de 1993) é uma jogadora de vôlei do Cazaquistão. Ela é um membro do Seleção Cazaque de Voleibol Feminino e jogou pela equipa de Astana, em 2011. Ela fez parte da equipa nacional do Cazaquistão no Campeonato Mundial de Voleibol Feminino de 2010 no Japão, no Grand Prix de Voleibol de 2011, na Itália, no Grand Prix de Voleibol de 2013 e no Grand Prix de Voleibol de 2016.